# مسجد الشيخ غباين
مسجد الشيخ غباين معلمة تاريخية بالقدس بفلسطين، شاهدة على العصر المملوكي. ويعد زاوية صوفية ترأسها الشيخ محمد بن غباين، إلا أنه ثم اقتطاع جزء من المسجد خلال الفترة العثمانية وضمه إلى سوق البازار.

## موقع المسجد
يقع مسجد الشيخ غباين في سوق البازار بالقدس، وهي منطقة تجارية حيوية بالقرب من باب الخليل والمسجد الأقصى. وهو تابع لدائرة الأوقاف الإسلامية في القدس

## إنشاءه
هناك غموض حول تاريخ إنشائه، ولو أن هناك وجود إشارات لتعميره في الفترة ما بين 1938 و1990. لا يُعرف تاريخ إنشائه بدقة، لكن الوثائق تشير إلى أعمال ترميم بدأت عام 1938 واستمرت حتى 1990. كما ذكرت الوثائق عمليات تعمير متكررة دون تفسير واضح لسببها. بالإضافة إلى ذلك، قامت دائرة الأوقاف باقتطاع دكان مجاور له عام 1942، والتي خضعت لاحقًا لإجراأت ملكية وانتهت بعمليات ترميم عام 1990.

## مكونات المسجد
يضم المسجد قبر الشيخ غباين وأربعة من أتباعه.
يحتوي على مكتبة زاخرة تعد وجهة للباحثين والدارسين.

## أنظر أيضا
مسجد المغاربة
مسجد مصعب بن عمير
مسجد الحريري
مسجد القرمي
مسجد ولي الله محارب